# صموئيل لاوان
صموئيل لاوان هو لاعب كرة قدم بلجيكي في مركز الدفاع، ولد في 21 يناير 1982 في القدس في إسرائيل. شارك مع منتخب إسرائيل تحت 21 سنة لكرة القدم. أما مع النوادي، فقد لعب مع بيتار القدس ورويال أنتويرب ونادي بيرخيم.